# Fosse Way

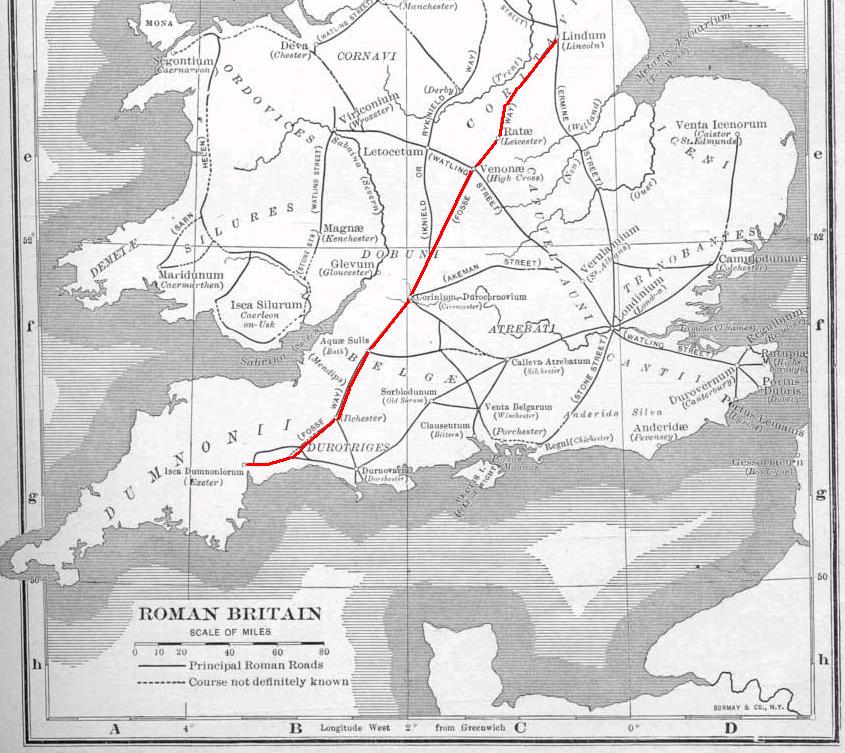
Mapa de la calçada romana

La Fosse Way era una calçada romana d'Anglaterra que unia Exeter (Isca Dumnoniorum) al sud-oest d'Anglaterra amb Lincoln (Lindum Colonia) a Lincolnshire, passant per Ilchester (Lindinis), Bath (Aquae Sulis), Cirencester (Corinium) i Leicester (Ratae Corieltauvorum).
La paraula Fosse deriva del llatí fossa. L'any 43 de la nostra era, la Fosse Way marcava la frontera occidental del govern romà en l'edat del ferro britànica. Potser el nom li fos donat perquè probablement va començar sent només un fossat fet com a mesura defensiva i que més endavant es va omplir per aprofitar-lo com a camí, o potser perquè, en un territori força plujós, hi havia un fossat tot al llarg d'aquest camí com a drenatge de la via.
Destaca el seu traça rectilini que, des de Lincoln a Ilchester dins el comtat de Somerset, durant un tram de 182 milles només es desvia 6 milles (10 km) de la línia recta.
Actualment diversos topònims dins la ruta tenen el sufix -cester o -chester, que deriven del llatí castra que significa «campament militar». Altres noms d'assentaments tenen en el seu nom Fosse-, o -on-Fosse, mentre que d'altres fan servir el més genèric de Street, Strete, -le-Street, Stratton, Stretton, Stratford, i Stretford, que deriven del llatí strata, que significa «camí pavimentat». Aquesta via comença al punt 50° 44′ N, 3° 29′ O / 50.73°N,3.48°O a Exeter fins 53° 14′ N, 0° 32′ O / 53.23°N,0.54°O a Lincoln.